# Tom Ruegger
Tom Ruegger (Metuchen, 4 aprile 1954) è uno scrittore statunitense.
È noto ad aver diretto vari cartoni animati e creato soprattutto quelli come I favolosi Tiny, Animaniacs e Mignolo e Prof., e sviluppato anche la serie Freakazoid.

## Film d'animazione
- Il buono, il cattivo e Braccobaldo
- Tiny Toon Adventures: Viva le vacanze
- Batman: La maschera del Fantasma
- Wakko's Wish

## Cartoni animati
- Blackstar
- He-Man e i dominatori dell'universo (primo episodio)
- The All-New Scooby and Scrappy-Doo Show
- Gli Snorky
- I 13 fantasmi di Scooby-Doo
- Gli amici Cercafamiglia
- I favolosi Tiny
- Tazmania
- Batman
- Steven Universe
- The Plucky Duck Show
- Animaniacs
- Mignolo e Prof.
- Freakazoid
- Pac-Man e le avventure mostruose
- I 7N